# جابريل جوميز
جابريل جوميز (بالإسبانية: Gabriel Jaime Gómez) (مواليد 8 ديسمبر 1959) هو لاعب كرة قدم. يلعب مع منتخب كولومبيا لكرة القدم. سبق له أن لعب في كأس العالم لكرة القدم مع منتخب بلاده.

## وصلات خارجية
- جابريل جوميز على موقع الاتحاد الدولي (مؤرشف)  (الإنجليزية)
- جابريل جوميز على موقع الاتحاد الأوربي (الإنجليزية)
- جابريل جوميز على موقع قاعدة بيانات كرة القدم.إي يو (الإنجليزية)
- جابريل جوميز على موقع ناشيونال فوتبول تيمز (الإنجليزية)
- جابريل جوميز على موقع Soccerway.com (الإنجليزية)
- جابريل جوميز على موقع عالم كرة القدم.نت (الإنجليزية)